# Béatrice Lamarche
Béatrice Lamarche (1 oktober 1998) is een Canadees langebaanschaatsster. 
Lamarche is een dochter van de voormalige Canadese schaatsers Ben Lamarche en Marie-Pierre Lamarche.
In de seizoenen 2016–17 en 2019–20 reed ze op de World Cups in de B-groep. In 2020 behaalde ze op de Wereldkampioenschappen schaatsen afstanden 2020 - 1000 meter vrouwen de 21ste plaats.

## Persoonlijke records[3]
| Afstand    | Tijd    | Datum            | Baan    |
| ---------- | ------- | ---------------- | ------- |
| 500 meter  | 38,80   | 18 maart 2022    | Calgary |
| 1000 meter | 1.14,79 | 24 januari 2025  | Calgary |
| 1500 meter | 1.56,96 | 10 december 2022 | Calgary |
| 3000 meter | 4.09,00 | 9 december 2022  | Calgary |
| 5000 meter | 7.30,91 | 18 maart 2017    | Calgary |

## Resultaten
| Jaar | WK Afstanden                 |
| ---- | ---------------------------- |
| 2020 | 21e 1000m                    |
| 2021 | 17e 500m 12e 1000m 16e 1500m |
|      |                              |
| 2023 | 12e 1500m                    |
|      |                              |
| 2025 | 18e 1000m · teamsprint       |